# Audimat.tn
Audimat.tn est le premier site web tunisien qui permet de visualiser l'audimat en temps réel des chaînes télévisées tunisiennes. Il a été officiellement lancé le 1er mars 2012.

## Développement
L'audimat voit le jour en Tunisie dans les années 1990. Avant 2011, elle se base sur des sondages par téléphone et des études sur le terrain. C'est pourquoi IRiS, une petite entreprise spécialisée en informatique et télécommunications, pense à créer un système qui puisse calculer automatiquement l'audience des chaînes tunisiennes en temps réel,. Sous la direction de Skander Zoghlami, IRiS réussit à implémenter le système sur Internet, sous le nom de domaine audimat.tn, le 1er mars 2012,. Il est le premier site de sa catégorie à voir le jour en Tunisie,.

## Objectifs
Le site vise à déterminer si un programme est réussi, s'il peut être fusionné avec un autre programme, s'il présente une concurrence avec un programme d'une autre chaîne et s'il comporte des parties déficientes, aidant ainsi les directions des chaînes à prendre les décisions nécessaires dès que possible,. En outre, il tente de dépasser les lacunes envisagées par les bureaux d'études lors de leurs enquêtes sur le terrain et par téléphone, tout comme le manque de pertinence de leurs résultats,,. De plus, ce système peut servir d'outil pour les entreprises, leur permettant d'identifier les meilleurs espaces publicitaires à acquérir pour un impact efficace des publicités.

## Fonctionnement
Le système recueille automatiquement toutes les cinq minutes les informations à partir des récepteurs connectés aux réseaux satellitaires Nilesat, Arabsat et Hot Bird de 7 420 foyers tunisiens, par le biais des réseaux de télécommunication, comme les réseaux 3G et ADSL,,. Si un foyer consulte plus d'une chaîne pendant cinq minutes, toutes les chaînes regardées sont prises en considération, donnant parfois un pourcentage total supérieur à 100 %. Pour alléger le graphique du site, le système ne prend en considération que les cinq principales chaînes que sont la Télévision tunisienne 1, la Télévision tunisienne 2, Nessma, Hannibal TV et El Hiwar El Tounsi.

## Réactions
Peu après sa création, le site devient une référence pour l'audience des chaînes tunisiennes puisqu'il est référencé par divers journaux et médias ainsi que par le grand public.
Néanmoins, il est aussi critiqué, : la première déficience du site est qu'il ne donne pas la répartition des foyers de référence. C'est pourquoi, les résultats sont remis en cause car il se peut qu'ils soient biaisés si la répartition des foyers n'est pas fidèle à celle de la population du pays. En outre, le choix de réaliser l'analyse sur la base d'échantillons de foyers plutôt que sur des échantillons de téléspectateurs peut mettre en doute les résultats du système car un foyer constitué par une personne peut être équivalent à un foyer constitué par plus de quatre personnes.